# Mr. Blobby
Mr. Blobby, más conocido como Sr. Blobby o Señor Blobby, es un personaje que apareció originalmente en el programa de televisión Noel's House Party de Noel Edmonds, el sábado por la noche, interpretado por Barry Killerby de Bradford, West Yorkshire, y fue una creación del escritor de comedia británico Charlie Adams. Una figura rosada y bulbosa cubierta de manchas amarillas, tiene una permanente sonrisa dentuda y ojos verdes saltones. Mr. Blobby se comunica solo diciendo la palabra «blobby» en una voz alterada electrónicamente, expresando sus estados de ánimo a través del tono de voz y la repetición. Encabezó la UK Singles Chart con el lanzamiento navideño de 1993 «Mr Blobby». 
Los derechos legales del personaje son propiedad de BBC Studios y Unique Television Ltd., una empresa fundada inicialmente por Edmonds.

## Orígenes
Mr. Blobby apareció por primera vez en 1992 en el segmento «Gotcha» de la segunda temporada de Noel's House Party, en el que las celebridades fueron atrapadas en una broma al estilo de Candid Camera. Mr. Blobby fue presentado a las celebridades como si fuera un personaje de televisión infantil real y establecido, para grabar un episodio centrado en la profesión de los invitados. En verdad, no hubo una serie de televisión de Mr. Blobby, y fue creado únicamente para la broma. El Sr. Blobby participaba torpemente en la actividad, derribando el televisor, causando caos y diciendo «blobby blobby blobby». Su comportamiento infantil y poco profesional estaba calculado para irritar a las celebridades que participaban. Cuando finalmente se reveló la broma, se abriría el disfraz de Mr. Blobby, revelando a Noel Edmonds adentro.
Una vez que se emitieron los primeros segmentos de «Gotcha», Mr. Blobby ya no se podía utilizar como parte de las secuencias de «Gotcha». Continuó apareciendo en Noel's House Party con varios miembros del equipo de producción vistiendo el traje creado por el artista Joshua Snow.
A través de Noel's House Party, se vio al Sr. Blobby en breves sketches de comedia, «apareciendo como invitado» en otros programas de televisión. Los ejemplos incluyen Lovejoy, donde sin querer rompió muebles antiguos, y Keeping Up Appearances, donde se lo vio haciendo una visita improvisada a Hyacinth y Richard Bucket, interrumpiendo su cocina.

## Otras apariciones
Mr. Blobby hizo apariciones regulares en el programa de los sábados por la mañana Live & Kicking y en el programa de los sábados por la noche The Generation Game con Jim Davidson. El personaje ha aparecido en cameos en Dead Ringers, Harry Hill's TV Burp, Dick and Dom in da Bungalow y Ant & Dec's Saturday Night Takeaway. El personaje también apareció en el video musical del sencillo benéfico de Peter Kay de 2005 «Is This the Way to Amarillo».
Mr. Blobby era un personaje habitual en la adaptación danesa Greven på Hittegodset (1996) que se muestra en TV 2 y fue presentada por Eddie Michel. La adaptación danesa de Noel's House Party tuvo una recepción negativa por parte del público, que se canceló después de solo seis de los trece espectáculos planificados.
En diciembre de 1997, el Sr. Blobby hizo una aparición especial en el programa de juegos para niños Get Your Own Back. Fue el adulto perdedor y posteriormente fue asesinado a tiros. Regresó al año siguiente, esta vez interpretando a un juez en el programa y disparó al presentador Dave Benson Phillips como venganza por el año anterior.
Mr. Blobby ha realizado giras por el Reino Unido haciendo apariciones públicas en eventos como bailes universitarios y pantomimas, y ha realizado videos cortos y bocetos exclusivamente para su canal oficial de YouTube.[cita requerida]
John McLagan se presentó como «Mr. Blobby» en las elecciones parciales de Littleborough y Saddleworth en 1995, después de haber cambiado su nombre por encuesta de hecho. Quedó séptimo entre diez candidatos, con 105 votos (0,2%).
En 2012, Mr Blobby hizo una aparición especial en el episodio del 23 de septiembre de The Big Fat Quiz of the Year «The Big Fat Quiz of the '90s».
En mayo de 2017, el Sr. Blobby hizo una aparición especial en el episodio «Ghostbusters» de The Keith & Paddy Picture Show, donde fue interpretado por Paul Denson. También apareció en The Last Leg, donde se declaró líder de «The 90s Party», un partido político formado por los presentadores del programa.
El 14 de octubre de 2017, Mr. Blobby hizo una aparición especial en News Thing de Sam Delaney.
En enero y febrero de 2019, Mr. Blobby apareció en una campaña publicitaria que celebraba el centenario del supermercado Tesco.
El 6 de septiembre de 2019, Mr. Blobby apareció en el episodio del vigésimo aniversario de Loose Women, donde luchó contra Carol McGiffin y perdió un ojo en el proceso.
En noviembre de 2019, Mr. Blobby apareció en el video musical «Final Whistle» de Virgin Trains West Coast, celebrando el final de la franquicia.
El 7 de noviembre de 2021, el Sr. Blobby intentó participar en el musical Puppet Aid de Children in Need, pero no pudo entrar al estudio mientras el resto de los títeres famosos de Gran Bretaña cantaban «Nothing's Gonna Stop Us Now» de Starship. Luego, según el video, tres horas después, irrumpió en el estudio y entregó la nota final.
Desde el 4 de diciembre de 2021, Mr. Blobby protagonizó The Chrysalis Theatre, la pantomima Peter Pan de Milton Keynes. La producción terminó prematuramente debido al empeoramiento de las condiciones de COVID-19.

## Críticas y controversias
En marzo de 1994, Elizabeth Kolbert de The New York Times escribió: «El ascenso al estrellato del Sr. Blobby ha provocado comentarios angustiosos sobre lo que representa... Algunos comentaristas lo han llamado una metáfora de una nación que se ha vuelto blanda. Otros visto en él como una prueba de la atracción profundamente arraigada de Gran Bretaña por la basura». Un artículo de Sun publicado el mes anterior informó que Blobby hizo llorar a una niña después de arrojar su pastel de cumpleaños al suelo durante un espectáculo en Luton, lo que provocó que el padre de la niña subiera al escenario y atacara a Blobby. Neville Crumpton, propietario de los derechos del personaje, dijo: «Si la prensa puede golpearlo, lo golpearán siempre que puedan». Un trío de parques temáticos fallidos de Mr. Blobby también resultó en una considerable prensa negativa y escándalo.
Al abordar la popularidad del personaje, el exempleado de la BBC Michael Parkinson en 2007 confesó que «realmente no lo entendió» y encontró a Blobby «lejos de ser divertido». En febrero de 2009, Cole Moreton de The Independent presentó a Blobby en un recuento de los «10 personajes de televisión más irritantes», preguntando: «¿Había algo en el agua? ¿Realmente la nación alguna vez se rió de las torpes payasadas de un tipo en un gran disfraz de goma rosa con manchas amarillas por todas partes?». En un artículo de 2016, Stuart Heritage de The Guardian dijo que Blobby «se convirtió en una sensación de inmediato», pero luego se convirtió en un «irritante ampliamente despreciado».

## Carrera musical
El lanzamiento navideño de Mr. Blobby en 1993, «Mr. Blobby», que encabezó la UK Singles Chart durante tres semanas, es considerado por muchos como el peor sencillo y, de hecho, canción de todos los tiempos. Superó a «I'd Do Anything for Love (But I Won't Do That)» de Meat Loaf y «Babe» de Take That, entre otras canciones, hasta llegar al número 1 de Navidad. Su canción de 1995 «Christmas in Blobbyland» (número 36 en el Reino Unido) fue votada como la peor canción festiva de la historia por los compradores navideños británicos en las encuestas de 2011 y 2015, y fue nombrada en un artículo de Metro de 2013 como la segunda peor canción navideña de todos los tiempos, superada por «A DC Christmas Medley» de Destiny's Child. Mr Blobby: The Album (1994) fue votado como el peor LP jamás realizado en una encuesta de oyentes de 2016.